# Laura Theresa Alma-Tadema
Pour les articles homonymes, voir Alma-Tadema.
Laura Theresa Alma-Tadema, née Laura Theresa  Epps le 16 avril 1852 à Londres et morte le 15 août 1909 à Hindhead, est une artiste peintre et illustratrice britannique.
Elle se consacra principalement aux scènes de genre enfantines ou historicistes.
Elle est la seconde épouse du peintre Lawrence Alma-Tadema (1836-1912).

## Biographie
Fille d’un éminent docteur londonien, George Napoleon Epps (en), Laura Theresa Epps est née le 16 avril 1852 à Londres. Elle a deux sœurs qui furent également peintres : Ellen (Nellie), qui épousera le poète Edmund Gosse et étudiera la peinture auprès de Ford Madox Brown, et Emily qui sera proche de John Brett ; tous deux étant des artistes préraphaélites.
Très jeune, elle s’exerce à la copie de tableaux anciens au British Museum de Londres puis devient plus tard élève de William Cave Thomas et William Bell Scott à l’école de ce musée. Elle s’intéresse également à la musique et s’exerce à la compososition. Elle est également proche des préraphaélites et connaît bien Dante Gabriel Rossetti (1828-1882) et Ford Madox Brown (1821-1893) qui sont ses amis.

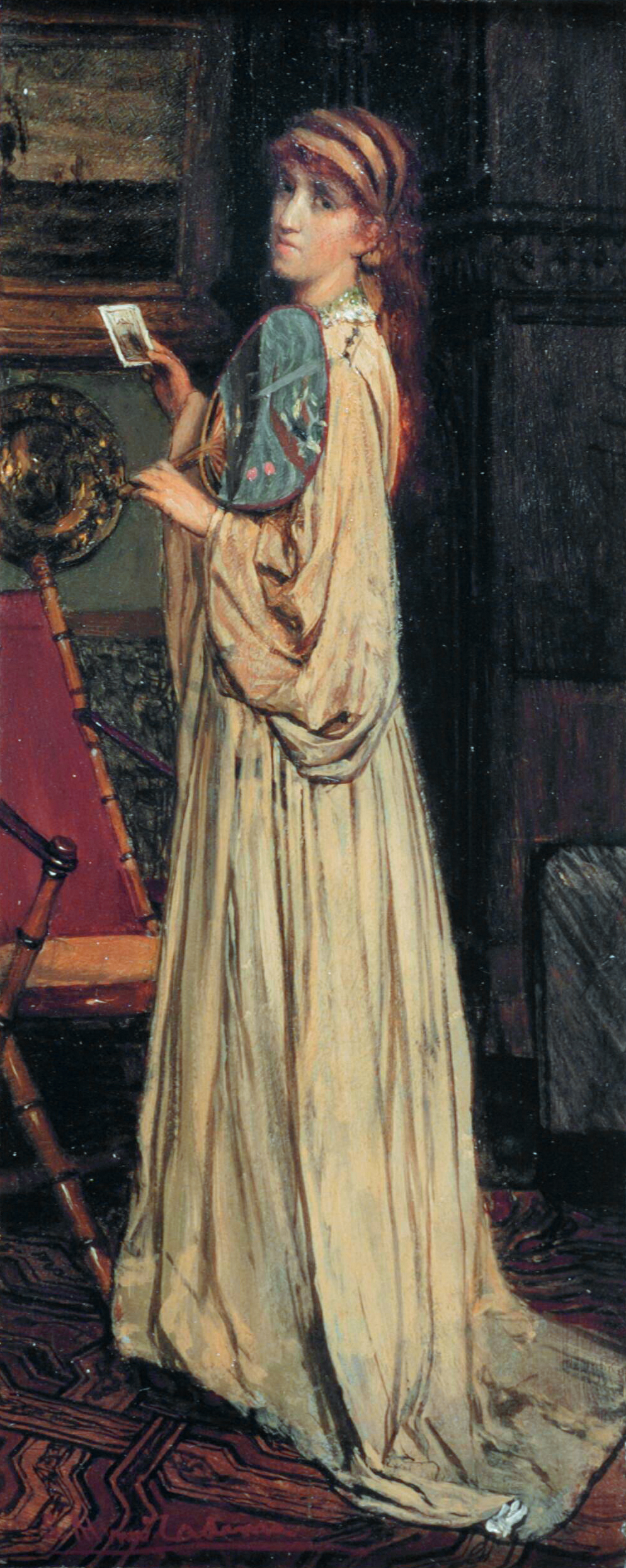
Lawrence Alma-Tadema, Portrait de Laura Theresa Epps (vers 1871), collection Mesdag.

En décembre 1869, c’est chez ce dernier qu’elle rencontre celui qui deviendra son époux : sir Lawrence Alma-Tadema. Celui-ci a perdu sa première épouse Marie-Pauline Gressin de Boisgirard l’année précédente. C’est donc surtout la présence de Laura Theresa Epps qui le fera revenir en Grande-Bretagne après qu’il a été obligé de quitter le continent au début de la guerre franco-allemande en juillet 1870.
Arrivé à Londres début septembre 1870, accompagné de ses deux jeunes filles et de sa sœur Artje, Lawrence Alma-Tadema ne tarde pas à contacter Laura Epps à qui il donne des cours de dessin. Ils tombent amoureux au premier regard. Il lui demande sa main au cours d'une de ces leçons. Elle a 17 ans, il en a 33. Le docteur Epps, le père de Laura, est initialement contre cette idée de mariage étant donné le jeune âge de sa fille. Il y consent finalement à la condition qu’ils attendent de se connaître davantage. Le mariage a lieu en juillet 1871. Leur union restera sans enfant. Laura Alma-Tadema élèvera donc les deux filles de son mari, issues de son premier mariage : Laurence, qui sera écrivaine et Anna, qui deviendra elle aussi peintre. Edmund Gosse et Rowland Hill deviendront les beaux-frères de Laura Alma-Tadema.

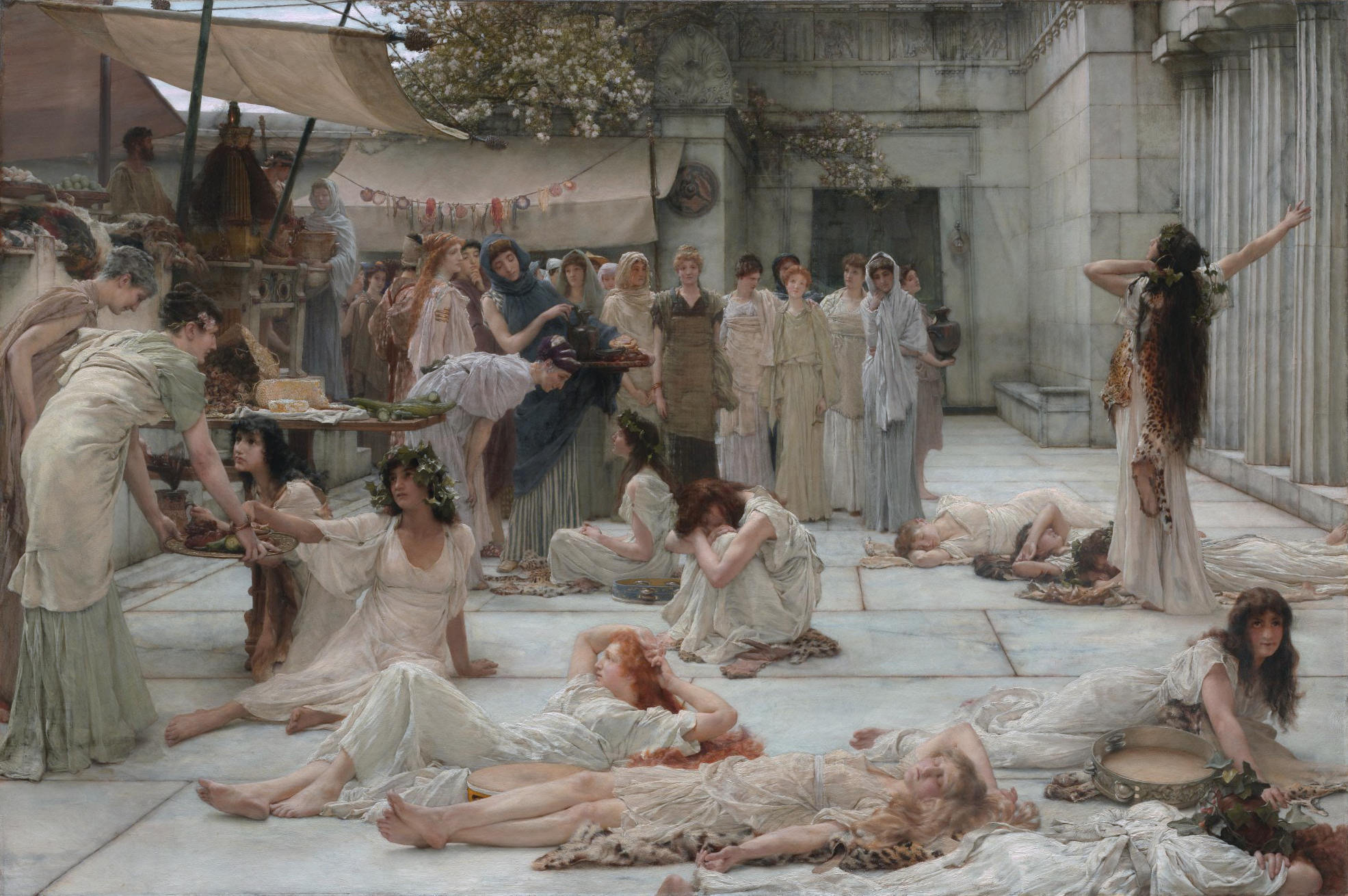
Lawrence Alma-Tadema, Les femmes d'Amphissa (1877), Williamstown, Clark Art Institute. Laura Alma-Tadema pose parmi les femmes au premier plan.

Elle habite pendant longtemps le quartier londonien de Regent's Park, puis Grove End Road.
Laura Alma-Tadema passe les mois de juin et juillet 1909 en Allemagne où elle effectue une cure dont elle revient épuisée. Hospitalisée dans un établissement de Hindhead, dans le Surrey, au sud de Londres, son état s’y dégrade très rapidement. Elle meurt le 15 août 1909. Des avis de décès paraissent deux jours plus tard dans le Times et dans le New York Times détaillant les circonstances de sa mort. 
Au cours de sa vie, son mari l’a représentée dans plusieurs œuvres comme dans la toile Les femmes d'Amphissa (1877, Williamstown, Clark Art Institute). Le sculpteur Jules Dalou a modelé son buste en terre cuite en 1875 (Paris, musée d’Orsay). De même, on doit à Giovanni Battista Amendola (en) une statuette la représentant en 1879[réf. nécessaire] et Jules Bastien Lepage a peint son portrait[réf. nécessaire].

## Son œuvre

### Style

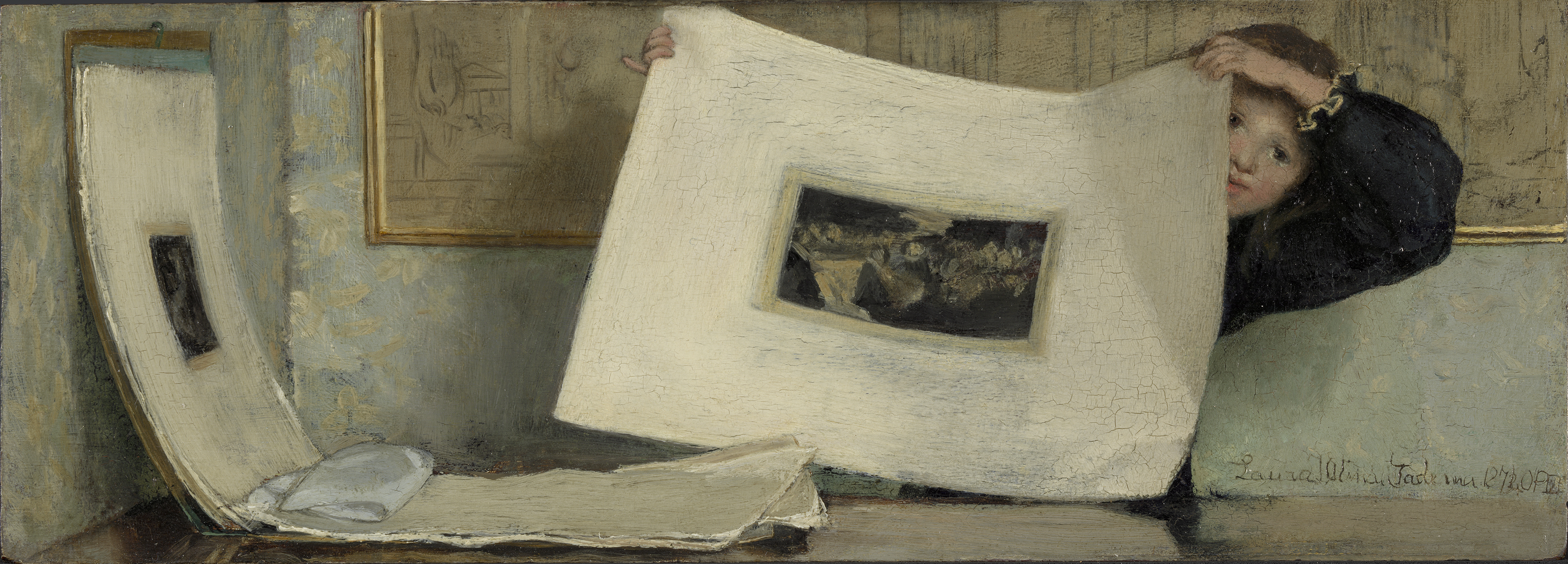
Anna feuilletant un carton d'estampes (1874), Amsterdam, Rijksmuseum.

Tout au long de sa carrière, Laura Theresa Alma-Tadema se consacre principalement à la représentation de scènes domestiques et enfantines dans des décors intimistes à la manière des maîtres néerlandais du XVIIe siècle qu’elle aime imiter, comme dans Love's Beginning, Hush-a-bye, The Carol, At the Doorway et Sunshine.
Elle a étudié tout particulièrement Vermeer et de Hooch durant ses visites aux Pays-Bas.
Elle a également peint quelques sujets plus classiques et des paysages, mais ce ne sont pas ses sujets de prédilection.

### Expositions
À partir de 1873, Laura Theresa Alma-Tadema expose régulièrement à la Royal Academy de Londres ainsi que dans différentes galeries londoniennes et britanniques. Le Salon de Paris est le lieu de son premier succès. Et elle obtint à Berlin une médaille d’or pour l’un de ses tableaux.
En 1878, elle est l’une des seules femmes artistes et l’une des deux seules britanniques invitées à participer à l’Exposition universelle de Paris, où elle reçoit une médaille d’argent.
Elle expose également à la Grosvenor Gallery (en) ainsi que dans d’autres lieux à Londres. Elle expose également au Palace of Fine Arts en 1893 à l'Exposition universelle de Chicago. Elle produit également des illustrations pour le English Illustrated Magazine (en).
Une exposition en hommage à son œuvre est organisée en 1910, l’année suivant sa mort, à la Fine Art Society à Londres.

## Œuvres
- The Mirror, 1872
- Mamma's Chair, 1873
- Anna Alma-Tadema Leafing through a Portfolio of Prints, 1874
- Japanese Toys, 1875
- A Bird-cage, 1875
- In an Italian Garden, 1876
- World of Dreams, 1876
- A Blue Stocking, 1877
- George Eliot, 1877
- With a Babe in the Woods, 1879-1880
- A Good Book, 1880
- Amber and Opal, 1881
- Winter, 1881
- The Wool Winders, 1881
- A Looking Out O'Window, Sunshine ou Sunshine, 1881
- May I Come In?, 1881
- Asleep, 1882
- Saying Grace, 1884
- A Birthday, 1884
- Self Help, 1885
- Always Welcome, 1887
- Nothing Venture, Nothing Have, 1888
- Queen Katherine of France, 1888
- Battledore and Shuttlecock, ~1890
- The Pet Goldfish, 1890
- Hush-a-bye, 1892
- Fireside Fancies, ~1893
- Satisfaction, 1893
- Bright Be Thy Noon, 1894
- The Pain of Parting, 1895
- A Carol, 1896
- A Knock at the Door, 1897
- At the Doorway, 1898
- Sweet Industry, 1904
- Love's Beginning, 1904
- The Pledge, 1904
- Emblemata, 1906
- Peacemaking, 1907
- Airs and Graces
- Gathering Pansies
- Study of Drapery
- Hawking
- The Bible Lesson
- Oranges and Lemons
- Love's Curse
- The Persistant Reader
- Girl on Stairs
- Measuring Heights
- In Good Hands
- Children in the Roman Campagna
- The Tea Party

Œuvres de Laura Theresa Alma-Tadema
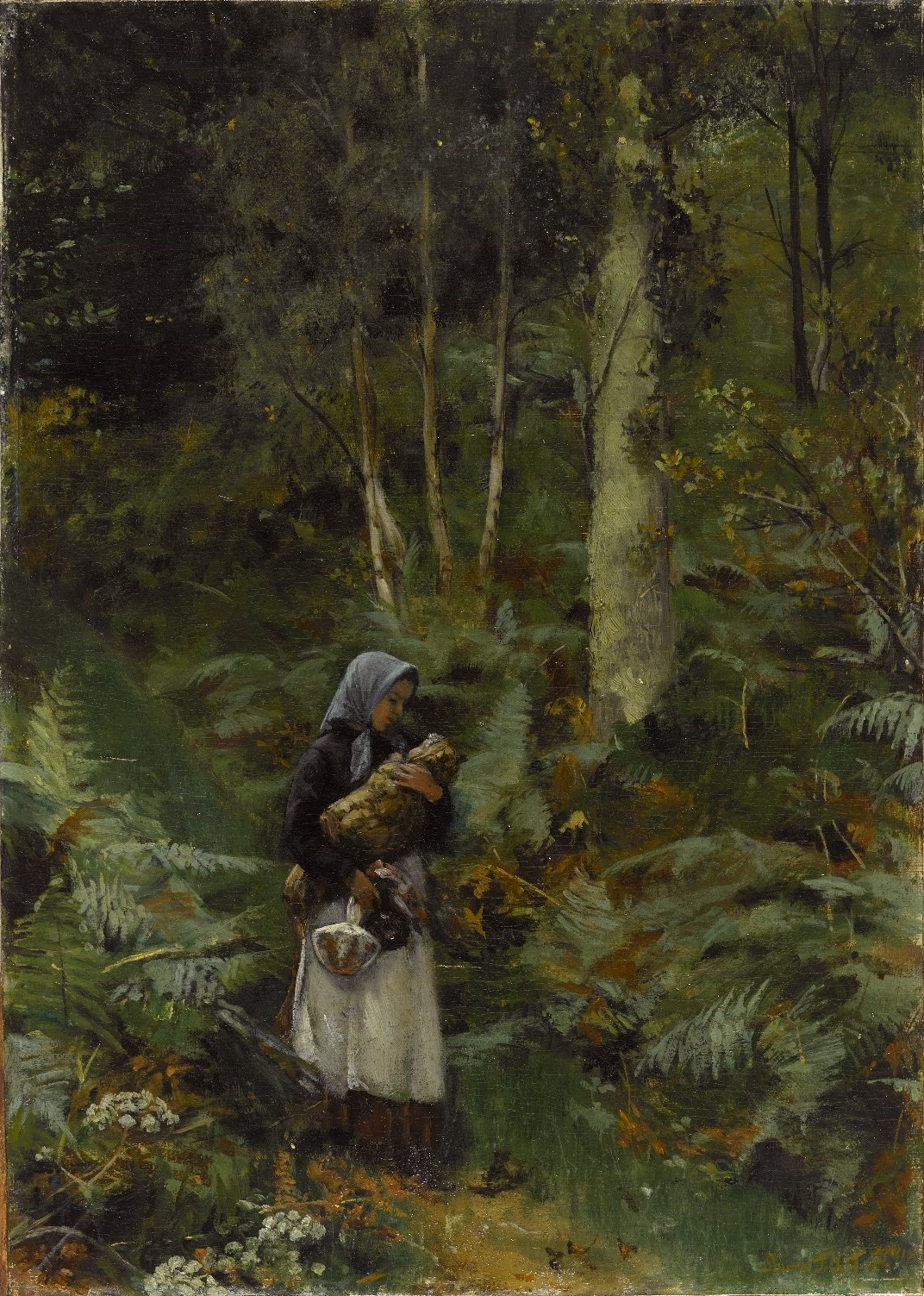
With a Babe in the Woods (1879-1880), New York, Brooklyn Museum.
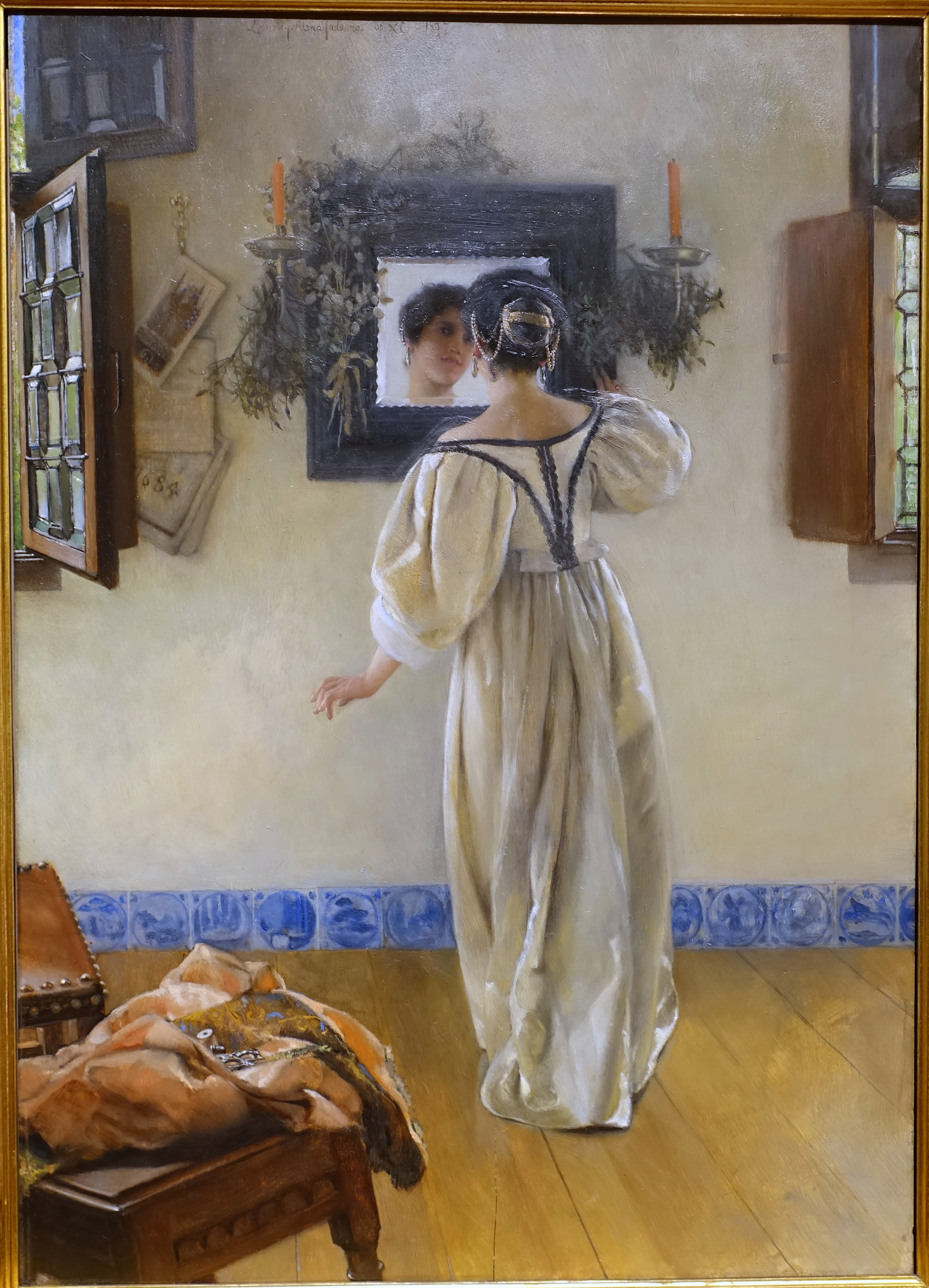
A Knock at the Door (1897), Manchester, Currier Museum of Art.
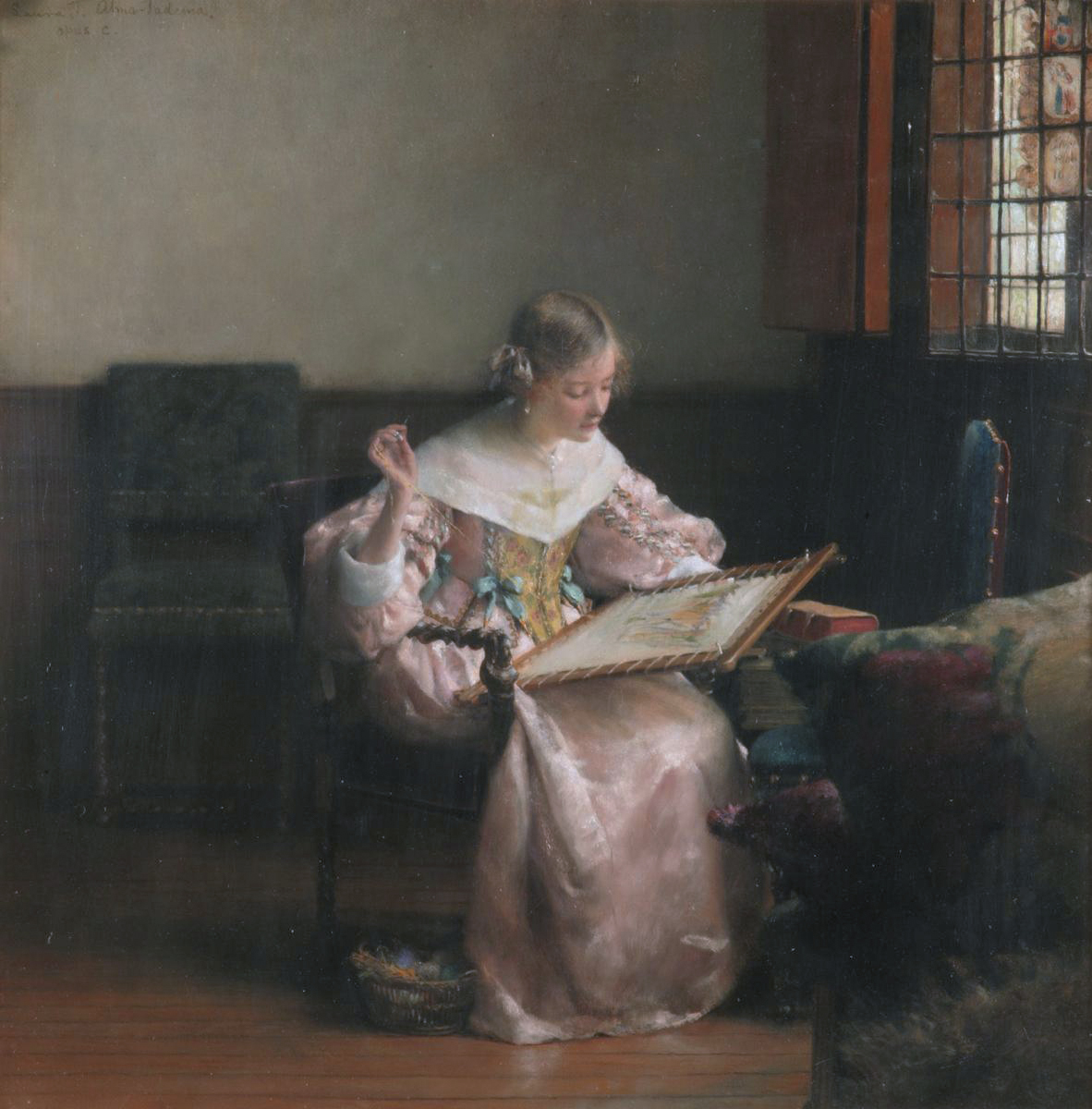
Sweet Industry (1904), Manchester, Manchester Art Gallery.
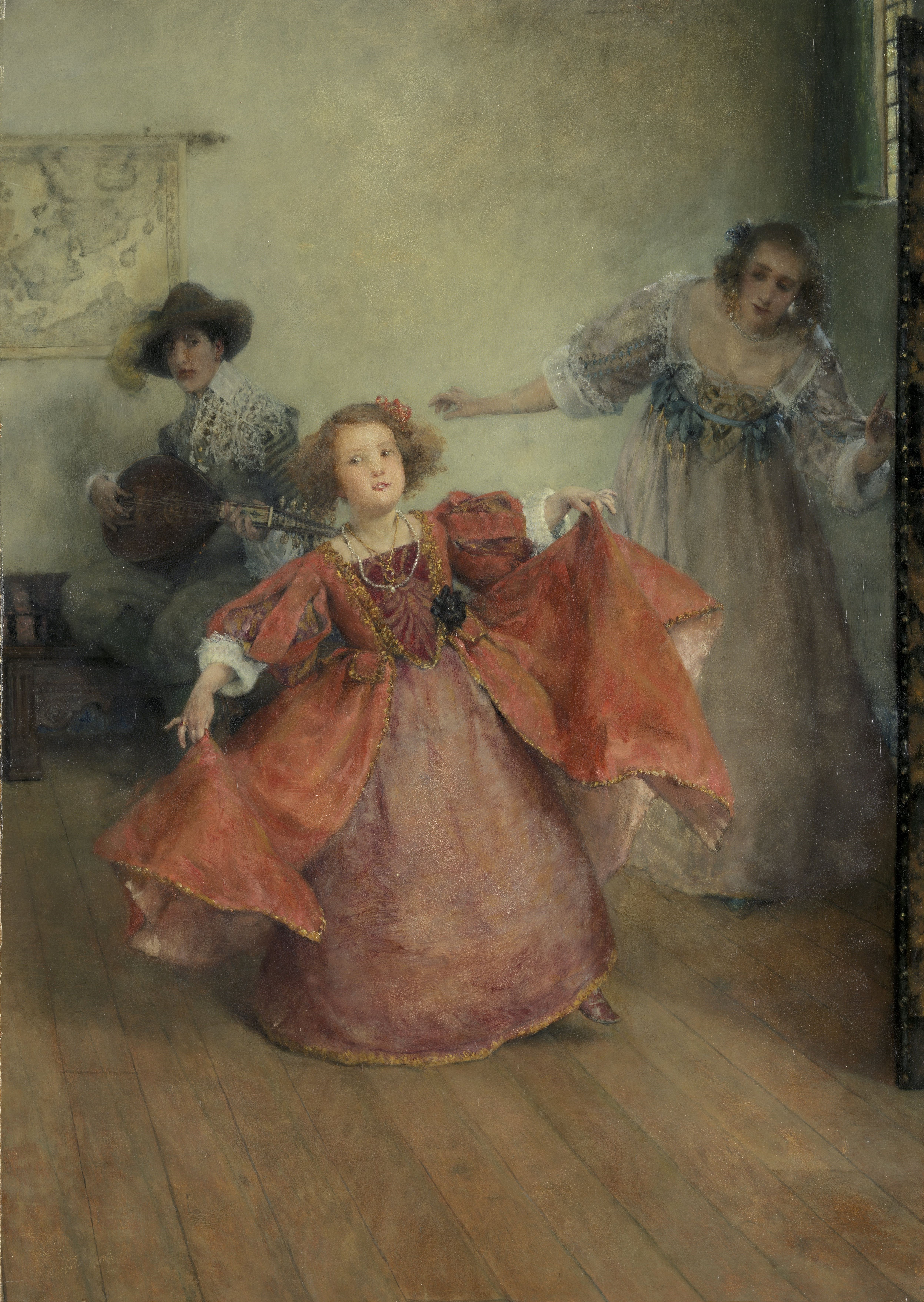
Airs and Graces, Amsterdam, Rijksmuseum.
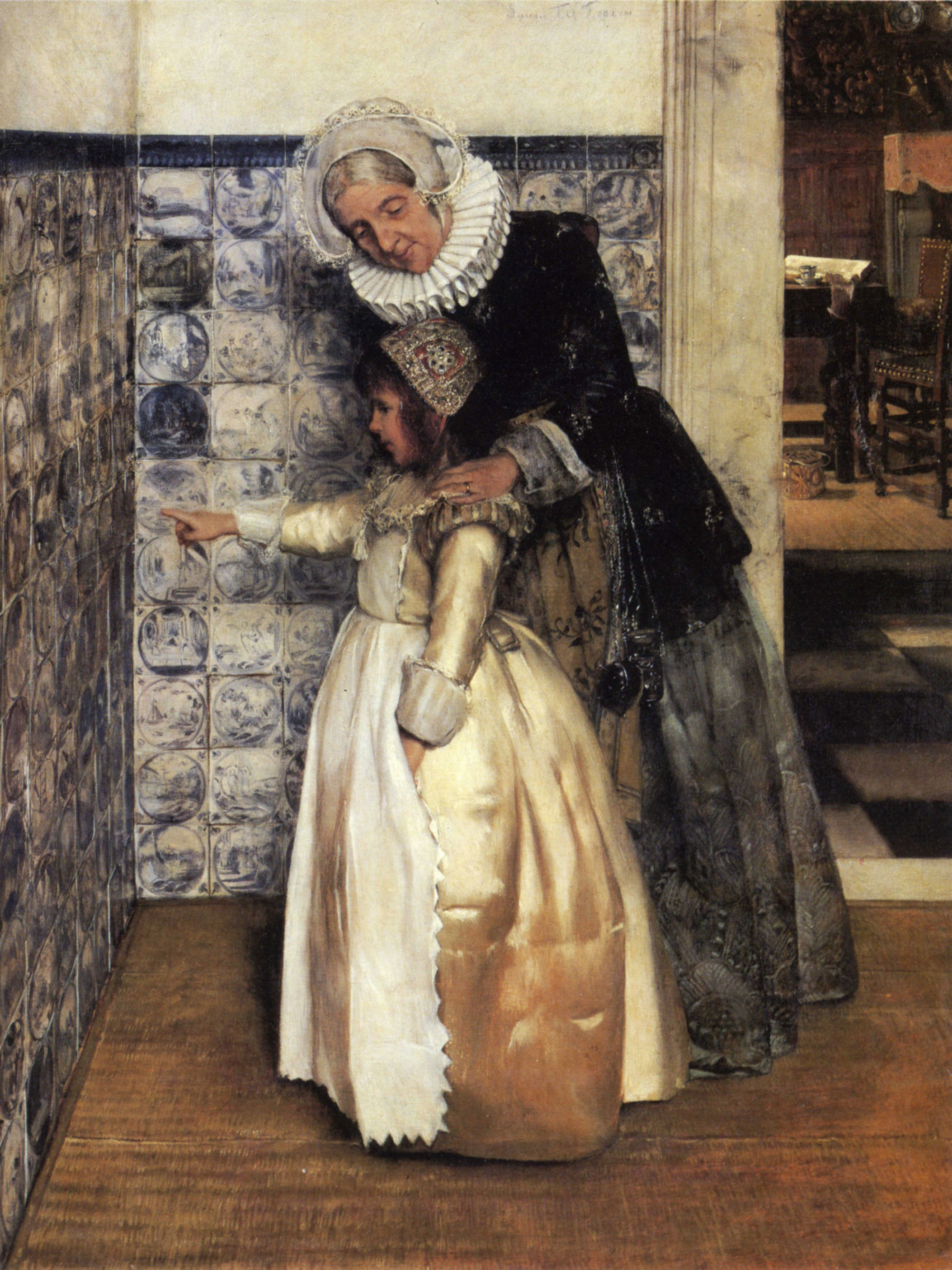
The Bible Lesson, localisation inconnue.